# Shoah en Grèce sous occupation bulgare
La Shoah en Grèce sous l'occupation bulgare recouvre les persécutions, les déportations et l'extermination des Juifs dans la région de Macédoine grecque et Thrace occidentale, annexée par le royaume de Bulgarie sous le nom de province du Belomorie.
En mars 1943, environ 4 075 Juifs de la région sont déportés vers le centre d'extermination de Treblinka puis assassinés. Dans cette opération conjointe de la Bulgarie et du Troisième Reich, pratiquement tous les Juifs sont raflés aux premières heures du 4 mars 1943 dans la zone d'occupation bulgare, détenus dans des camps en Bulgarie puis convoyés vers Treblinka jusqu'à la fin du mois. 97 % des Juifs habitant la région en 1943 sont tués, soit l'un des pires taux en Europe.

## Contexte

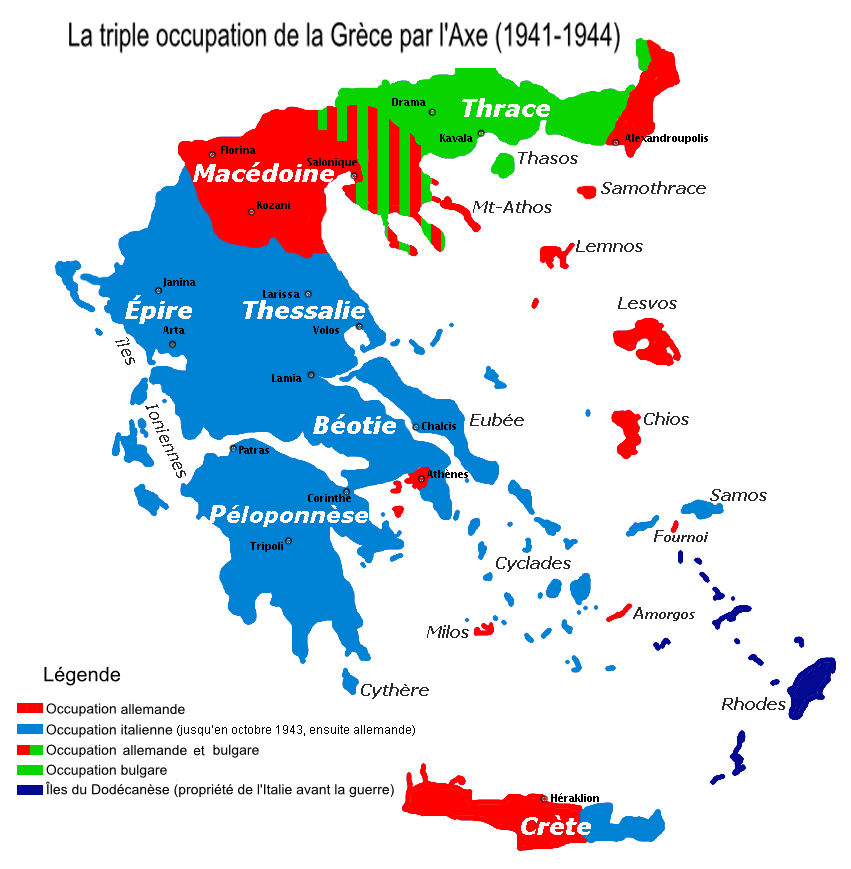
Occupation de la Grèce par trois États : le royaume de Bulgarie, le royaume d'Italie et le Troisième Reich.

Les communautés romaniotes hellénophones de Thrace et de Macédoine ont failli s'éteindre après leur réinstallation forcée à Constantinople en 1455 sur ordre de Mehmed II. À la fin du XVe siècle, l'Empire ottoman autorise les Séfarades parlant le ladino, qui ont été expulsés d'Espagne, à s'installer dans la région. Ils sont ensuite rejoints par des migrants ashkénazes, mais les Séfarades restent les plus nombreux.
La région est conquise par la Bulgarie pendant les guerres balkaniques mais la partie occidentale est cédée à la Grèce. Cette même partie est occupée par la Bulgarie pendant la Première Guerre mondiale. La Grèce la recouvre et acquiert aussi la partie orientale, appartenant à la Bulgarie, grâce au traité de Neuilly en 1919. Ce traité prévoit un échange de populations et la démographie de la région bascule en faveur des Grecs.

## Occupation bulgare
En avril 1941, la Grèce est vaincue au terme de la bataille de Grèce. Toute sa partie continentale est occupée par les forces de l'Axe. Certains Juifs tentent de fuir via la Turquie mais la plupart sont refoulés à la frontière.
À la mi-1941, la Grèce est partagée en plusieurs zones d'occupation entre l'Allemagne, l'Italie et la Bulgarie. L'Allemagne domine des secteurs d'importance stratégique : la Macédoine, y compris Salonique et les secteurs adjacents, ainsi qu'une bande de terre le long de l'ancienne frontière entre la Grèce et la Turquie. Le royaume de Bulgarie occupe la Macédoine-Orientale-et-Thrace, qui est annexée sous le nom de province bulgare du Belomorie. La Bulgarie y entreprend sans tarder une campagne féroce de bulgarisation,. Pendant l'occupation, elle exécute 40 000 Grecs (plus que l'Allemagne et l'Italie réunies), dont entre 2 000 et 3 000 pendant la répression brutale du Soulèvement de Dráma (en). L'occupant déplace plus de 100 000 réfugiés grecs vers l'Ouest, et la population générale perd 217 000 personnes malgré l'immigration massive de colons bulgares.
Les Grecs et les Juifs perçoivent des rations alimentaires inférieures à celles des Bulgares et la grande famine grecque frappe gravement les Juifs,. Des centaines de Juifs thraces sont enrôlés de force dans des bataillons de travail forcé bulgares ; de nombreux prisonniers sont affectés à la ligne de chemin de fer entre Sidirókastro et Simitli, qui vise à rattacher les zones annexées à la Bulgarie et qui a servi également à conduire les Juifs du Belomorie vers leur mort. Certaines victimes, représentant environ 20 % de la population juive d'avant-guerre (qui s'élevait à 5 490 personnes), fuient vers Salonique dans la zone d'occupation allemande ou encore plus loin, dans la zone sous occupation italienne,.

## Préparatifs
La construction de défenses contre une éventuelle attaque des Alliés dans le Nord de l'Égée coïncide avec les préparatifs de la déportation des Juifs de Salonique ainsi que l'arrivée du conseiller allemand Theodor Dannecker en Bulgarie fin 1942 : il doit s'assurer que la Thrace occidentale avance dans le nettoyage ethnique. Adolf Hitler croyait que les populations juives saboteraient les défenses de l'Axe en cas d'invasion alliée.
En octobre 1942, tous les Juifs — dont ceux du Belomorie — sont recensés par les autorités. Le 4 février 1943, Alexander Belev (en), qui appartient au Commissariat aux affaires juives (de) bulgare (KEV), définit le programme de déportation des Juifs depuis la Thrace occupée ainsi que la Yougoslavie dans un rapport qu'il adresse au ministre de l'intérieur, Petar Gabrovski. Belev veut que les Juifs soient arrêtés immédiatement sous prétexte qu'ils seront réinstallés ailleurs en Bulgarie et détenus dans des camps bulgares jusqu'à leur déportation. Il accorde au KEV la gestion de leurs biens. À l'origine, un plan prévoit la construction de plusieurs camps de transit en Bulgarie mais, après inspection, Belev restreint l'opération aux sites de Gorna Džumaja et Doupnitsa car il pense que la coopération locale sera aisée,. Le 22 février, Dannecker et Belev signent un accord pour la déportation de 20 000 Juifs issus des territoires occupés.
Le 2 mars 1943, le Cabinet (en) émet une série de décrets validant la déportation des Juifs depuis la Grèce sous occupation bulgare et ordonne aux ministères de s'y préparer et de l'exécuter. Tout le personnel du KEV a interdiction de démissionner ou de refuser d'accomplir les missions prévues jusqu'au 31 mars. Le Cabinet annonce que les Juifs de nationalité bulgare en seront déchus dès qu'ils seront déportés et que leurs biens immobiliers seront confisqués par le gouvernement ; le KEV reçoit la prérogative de vendre tous les biens meubles au profit des Bulgares locaux. Ces décrets sont signés par tous les ministres présents (mais pas par Konstantin Partov (bg), ministre de la Justice, qui est absent). Ils ne figurent pas au journal officiel, le Durzhaven Vestnik (en), afin de protéger le secret. Au Belomorie, le KEV est dirigé par Jaroslav Kalicin, qui supervise les déportations.

## Rafle
Le 4 mars 1943 à 4 heures du matin, l'opération commence dans tous les secteurs du Belomorie où vit une importante population juive : Komotiní, Alexandroúpoli, Kavala, Dráma, Xánthi, Serrès. Les Juifs sont surpris dans leur sommeil et certains sont arrêtés alors qu'ils ne portent que des vêtements de nuit,,. Depuis environ minuit jusqu'à 8 heures du matin, l'armée bulgare encercle les localités pendant que la police procède aux arrestations en se fondant sur des listes de noms et d'adresses. Les victimes raflées entendent qu'elles doivent être temporairement emmenées en Bulgarie et qu'elles seront bientôt autorisées à revenir. Elles sont emmenées à pied par les artères principales des villes et détenues temporairement dans des entrepôts de tabac. Bien qu'il n'y ait aucune perturbation majeure, de nombreux habitants fraternisent avec les victimes et leur prêtent assistance : ils aident les juifs à cacher leurs biens ou leur offrent de la nourriture.
Le KEV signale que 42 personnes sont arrêtées à Alexandroúpoli, 3 à Samothrace, 589 à Dráma, 878 à Komotiní, 1 484 à Kavala, 19 à Eleftheroúpoli, 16 à Thasos, 526 à Xánthi, 12 à Chrysoúpoli, 471 à Serrès et 18 à Ziliahovo. Au total, sur les 4 273 Juifs de Thrace, 4 058 sont arrêtés dans la rafle,. La plupart de ceux qui restent sont des ressortissants de pays neutres ou de pays alignés sur l'Axe, qui sont saufs, ainsi que les rares Grecs qui sont parvenus à fuir ou qui se trouvent en prison ou à l'hôpital,. En outre, 42 autres Juifs de Grèce enrôlés dans des bataillon de travail sont arrêtés et déportés avec les Juifs de Macédoine du Vardar ; d'autres ne sont pas envoyés au KEV avant la fin de l'opération et échappent à la mort. Belev réclame et obtient des témoignages de gratitude de la part des autorités locales bulgares parce qu'il les a privées de leur population juive.

## Détention et déportation

### Détention
Les Juifs raflés sont conduits en train vers des camps à Gorna Džumaja et Doupnitsa sous escorte de la police et de l'armée,. À Sidirókastro et Simitli, ils sont transférés dans d'autres wagons car l'écartement des rails en Bulgarie est plus étroit qu'en Grèce,. Ce transfert s'effectue dans des conditions si terribles que de nombreuses victimes tombent malades et quelques-unes meurent ; les femmes enceintes accouchent dans les wagons. Ces souffrances sont aggravées par les actes de brutalité des gardes bulgares. Les 1 500 Juifs de Komotiní et Xanthi arrivent à Doupnitsa à partir du 7 mars et 2 500 autres issus de diverses localités sont convoyés vers Gorna Džumaja, où ils arrivent entre le 6 et le 10 mars,.
À Gorna Džumaja, les déportés doivent marcher un kilomètre et demi depuis la gare jusqu'aux camps de transit situés dans l'entrepôt de tabac Rainov et à l'École d'économie. Il n'existe qu'un seul robinet pour 1 000 personne et un seul cabinet de toilettes pour 300 à 500 prisonniers. En raison de ces conditions de vie catastrophiques, entre une et trois personnes meurent chaque jour au camp. À Doupnitsa, cinq personnes sont mortes au camp et enterrées au cimetière juif de la ville. Le médecin Marko A. Perets observe que seule une petite fraction de certains produits donnés par la communauté juive locale parvient aux prisonniers, car les gardes s'en emparent. Les prisonniers juifs doivent se soumettre aux fouilles, au cours desquelles leur argent est volé. Certains habitants bulgares de Doupnitsa proposent d'interner aussi les Juifs locaux dans le camp car ils sont tenus pour responsables des pénuries. Le 9 mars, certains Juifs de nationalité bulgare sont relâchés. Aux autres, les autorités annoncent qu'ils seront envoyés en Palestine mandataire via des ports de la Mer Noire.

### Déportation
Les 18 et 19 mars, les Juifs sont de nouveau déportés en train, cette fois depuis Gorna Dzhumaya (premier convoi) et Gorna Dzhumaya et Doupnitsa (second convoi) vers la ville de Lom, cité portuaire près du Danube, via Sofia,. À Sofia, un fonctionnaire de la société des chemins de fer procède au décompte des passagers pour calculer le montant des frais de transport facturés au KEV, qui les règle en vendant les biens des Juifs. À ce stade, les déportés s'élèvent à 4 057 personnes juives ; si quelques décès sont recensés, quelques retardataires ainsi que des naissances sont ajoutés aux déportés. Les convois parviennent à Lom les 19 et 20 mars puis les passages sont chargés dans des navires. Le Kara G'orgi appareille à 14 heures le 20 mars et le Voivoda Mashil, le même jour mais un peu plus tard. Le Saturnus et le Tsar Dushan partent dans la soirée du 21 mars. Chaque bâtiment embarque entre 875 et 1 100 personnes, qui au total représentent 4 219 déportés (dont certains de Pirot en Yougoslavie sous occupation bulgare). Plusieurs passagers meurent pendant le trajet, qui prend cinq à dix jours selon le bateau. À Vienne, ils sont confiés aux autorités nazies. Les Juifs sont convoyés vers Katowice les 26 et 27 mars, puis les gardes bulgares rentrent chez eux. La Bulgarie doit acquitter les frais de transport jusqu'à Katowice et ils sont réglés par le KEV.
Les victimes continuent en train jusqu'au centre d'extermination de Treblinka, où elles sont toutes immédiatement assassinées dans les chambres à gaz. Le 29 mars, 90 autres Juifs de Kavala sont déportés avec ceux de Macédoine du Vardar depuis le camp de Skopje vers Treblinka. L'historien Frederick B. Chary (en) estime qu'au total, 4 075 Juifs de la zone grecque sous occupation bulgare sont assassinés. Ce taux de mortalité est l'un des pires d'Europe.

### Biens des victimes
Après la déportation, le KEV vend les biens immobiliers des déportés pour constituer un « fonds de la communauté juive », dont la gestion revient au KEV. Les biens appartenant à différentes personnes ne sont pas enregistrés sous le nom des propriétaires d'origine afin d'accélérer les procédures. Des pillages non officiels ont également lieu, notamment à Kavala et Komotiní. Le gouvernement achète la plupart des biens et le reste est souvent revendu à moindre coût aux amis des liquidateurs, puis vendu à nouveau pour en tirer bénéfice. Les gens participant à cette spoliation organisée sont des policiers, des juges, des fonctionnaires du KEV, des ouvriers et d'autres fonctionnaires chargés de la liquidation.
Le bénéfice pour le gouvernement s'élève à 6 163 978 leva pour Komotiní, 4 162 272 pour Dráma, 5 803 380 pour Kavala, 2 528 175 pour Serrès et 1 978 079 pour Xánthi, ce qui représente 20 635 884 leva, l'équivalent de 257 000 dollars à l'époque et 3 800 000 dollars actuels. Après la déportation, l'Allemagne réclame à la Bulgarie la somme de 250 Reichsmarks par Juif déporté mais la Bulgarie refuse de payer.

## Suites

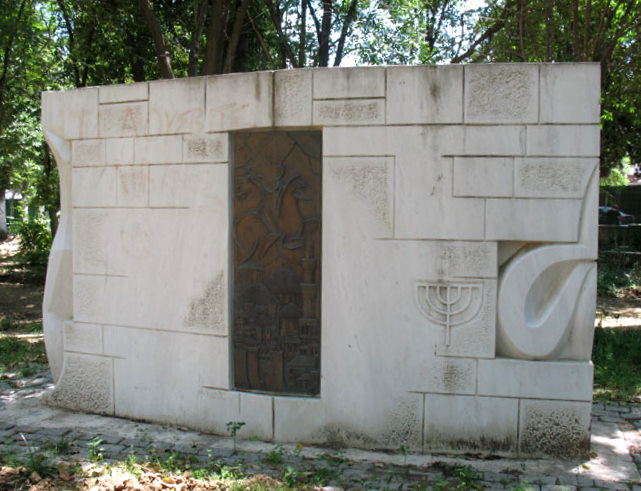
Mémorial de la Shoah à Komotini.

Le 4 mai 1943, les Juifs de la zone occupée par l'Allemagne le long de la frontière turque, implantés à Didymotique (740 personnes), Orestiáda (197) et Souflí sont raflés et déportés vers le camp d'Auschwitz après un rassemblement dans le ghetto du Baron Hirsch à Salonique. Marco Nahon, médecin juif de Didymotique, est le premier auteur de mémoires publiés sur la Shoah. Lui et ses fils font partie des vingt Juifs de Didymotique et d'Orestiáda qui ont survécu et sont revenus après-guerre.
En 2016, le chercheur Vassilis Ritzaleos organise une conférence à l'Université Démocrite de Thrace, à Komotiní. Des universitaires d'Allemagne, d'Israël, de Bulgarie et de Grèce s'y sont réunis pour des discussions sur la Shoah dans les secteurs grecs annexés par la Bulgarie,.

### Documentation
- Nadège Ragaru, "Et les Juifs bulgares furent sauvés...". Une histoire des savoirs sur la Shoah en Bulgarie, Presses de Sciences Po, 2020, 382 p. (ISBN 978-2-7246-2650-6, lire en ligne)
- (en) [[Steven Bowman (en)|Steven B. Bowman]], The Agony of Greek Jews, 1940–1945, Stanford University Press, 2009 (ISBN 978-0-8047-7249-5)
- (en) [[Frederick B. Chary (en)|Frederick B. Chary]], The Bulgarian Jews and the Final Solution, 1940–1944, University of Pittsburgh Press (en), 1972 (ISBN 978-0-8229-3251-2)
- [[Katherine Elizabeth Fleming (en)|Katherine Elizabeth Fleming]], Greece: A Jewish History, Princeton University Press, 2008 (ISBN 978-0-691-10272-6)
- (en) Christian Gerlach, The Extermination of the European Jews, Cambridge University Press, 2016 (ISBN 978-0-521-88078-7)
- (en) [[Mark Levene (en)|Mark Levene]], The Holocaust in Greece, Cambridge University Press, 2018, 36–57 p. (ISBN 978-1-108-47467-2), « “The Bulgarians Were the Worst!” Reconsidering the Holocaust in Salonika within a Regional History of Mass Violence »
- [[Steven Sage (en)|Steven F. Sage]], « Bulgaria », dans Camps and Ghettos under European Regimes Aligned with Nazi Germany, vol. 3, Indiana University Press and United States Holocaust Memorial Museum, coll. « Encyclopedia of Camps and Ghettos », 2018, 1–14 p. (ISBN 978-0-253-02373-5)